# Szarkád-tetői-barlang
A Szarkád-tetői-barlang a Tihanyi-félszigeten, a Balaton-felvidéki Nemzeti Park területén található egyik barlang.

## Leírás
A Szarkádi-tető csúcsától, ahol kiépített pihenő van, kb. 50 m-re K-re található, nagyjából 183 m tengerszint feletti magasságban. A Tihanyi-révtől sárga jelzésű turistaösvényen lehet eljutni hozzá. Az ösvény közvetlenül a bejárat előtt halad el. A Szarkádi-tető közepén lévő nagy, impozáns forráskúpban van. Forráskúpját nagyon megcsonkították, felét lefejtették.
A barlang bejárata 6 m széles, 2,5 m magas és ÉNy felé néz. Az útról törmelékből képzett peremlépcső vezet a 60–70 cm-rel lejjebb lévő barlangi feküre, amit törmelék alkot. Szemközt a bejárattal 90 cm magasan, néhol 1 m szélesen párkány húzódik. A falban öblös oldódások, üstök láthatók. A peremlépcsőtől a belső falig 2,3 m hosszú, átlagos szélessége 5 m, átlagos magassága 2,2 m és térfogata kb. 18 m³.
A barlangot befoglaló kőzet üreges, meszes hidrokvarcit, kalcedon. Benne hidrotermális oldódás nyomai látszanak. Falai sok helyen repedezettek. Ezt alighanem a lefejtés közbeni robbanásoktól van. Alját gejzirittörmelék alkotja. Feltárható. Az alját alkotó törmeléket eltávolítva valószínűleg a forráskürtő részletei ismerhetők meg. Helyi jelentőségű barlang, 6–8 ember számára megfelelő esőbeálló. Klímája a környezet klímájához hasonló. Mivel világos az üreg, alján lágyszárú növények telepedtek meg. Zugaiban ízeltlábúak élnek.
Előfordul a barlang az irodalmában Hálóeresztői-kőfülke (Kordos 1984), Szarkádi mező gejzirkupjának ürege (Eszterhás 1984), Szarkádi-mező gejzírkúpjának üregei (Eszterhás 1987), Szarkádi mező gejzírkúpjának üregei (Szenti, Eszterhás 2001), Szarkádi-tető barlangja (Eszterhás 1997), Tihanyi gejzírkúp ürege (Eszterhás 1987) és Tihany, Szarkádi-mező gejzírkúpjának üregei (Kordos 1984) neveken is. 1983-ban volt először Szarkád-tetői-barlangnak nevezve a barlang az irodalmában.

## Kutatástörténet
Eszterhás István 1983-ban készült tihanyi szpeleográfiai jelentésében említette a barlangot. A kéziratban lévő helyszínrajzon látható a barlang földrajzi elhelyezkedése. 1983-ban Eszterhás István és Jákói István mérték fel a barlangot, majd Eszterhás István a felmérés felhasználásával elkészítette a barlang alaprajz térképét és két metszet térképét. A figyelemre méltóan nagy bejáratú barlang, ami ráadásul az elég forgalmas turistaút mellett van, korábbi kutatottságáról nem tudni. Ennek oka egyrészt az lehet, hogy a Szarkád az egyébként részletesen kutatott félsziget kissé elhanyagolt része, másrészt, a korábbi kutatók nem is vették észre, mert csak a legutóbbi időkben, a turistaösvény sétaúttá való építése közben fejtették szét a kúpot és így tárult fel a barlang, illetve annak csak fele.
Az 1984-ben kiadott, Lista a Bakony barlangjairól című összeállításban Szarkád-tetői-barlang a 4463-as barlangkataszteri területen, a Tihanyi-félszigeten, Tihanyban lévő barlang neve, amelynek további nevei Szarkádi mező gejzirkupjának ürege és Hálóeresztői-kőfülke. A posztvulkánikus barlang 6×2 m-es és 2 m magas.
Kordos László 1984-ben megjelent könyvének országos barlanglistájában meg lett említve a Tihany, Szarkádi-mező gejzírkúpjának üregei kifejezés, ami a barlanglista szerint azonos a Hálóeresztői-kőfülkével. A listához kapcsolódóan látható a Déli-Bakony, a Balaton-felvidék és a Keszthelyi-hegység barlangjainak földrajzi elhelyezkedését bemutató 1:500 000-es méretarányú térképen az üregek földrajzi elhelyezkedése. A Hálóeresztői-kőfülke azonos a Szarkádi-sziklaeresszel, a Szarkádi-üreggel és a Szarkád-tetői-barlanggal.
1987-ben Eszterhás István írta le részletesen a barlangot. Az Eszterhás István által 1989-ben írt, Magyarország nemkarsztos barlangjainak listája című kéziratban az olvasható, hogy a Bakony hegységben, a 4463-as barlangkataszteri területen, Tihanyban lévő Szarkád-tetői-barlang gejziritben kialakult barlangtorzó. A barlangtorzó 2,5 m hosszú és 2,2 m magas. A listában meg van említve az a Magyarországon, nem karsztkőzetben kialakult, létrehozott 220 objektum (203 barlang és 17 mesterséges üreg), amelyek 1989. év végéig váltak ismertté. Magyarországon 40 barlang keletkezett gejziritben. Az összeállítás szerint Kordos László 1984-ben kiadott barlanglistájában fel van sorolva 119 olyan barlang is, amelyek nem karsztkőzetben jöttek létre.
Az Eszterhás István által 1993-ban írt, Magyarország nemkarsztos barlangjainak lajstroma című kéziratban meg van említve, hogy a Bakony hegységben, a 4463-as barlangkataszteri területen, Tihanyban helyezkedik el a Szarkád-tetői-barlang. A gejziritben keletkezett barlangtorzó 2,5 m hosszú és 2,2 m magas. Az összeállításban fel van sorolva az a Magyarországon, nem karsztkőzetben kialakult, létrehozott 520 objektum (478 barlang és 42 mesterséges üreg), amelyek 1993 végéig ismertté váltak. Magyarországon 40 barlang, illetve mesterségesen létrehozott, barlangnak nevezett üreg alakult ki, lett kialakítva gejziritben. A Bakony hegységben 123 barlang jött létre nem karsztkőzetben. A 2001. november 12-én készült, Magyarország nemkarsztos barlangjainak irodalomjegyzéke című kézirat barlangnévmutatójában szerepel a Szarkád-tetői-barlang. A barlangnévmutatóban fel van sorolva 10 irodalmi mű, amelyek foglalkoznak a barlanggal.

## További irodalom
- Eszterhás István: A Tihanyi-félsziget barlangkatasztere. Kézirat. Isztimér, 1984. 68–69., 129. oldal és egy oldal fényképmelléklet. (A kézirat megtalálható a Magyar Karszt- és Barlangkutató Társulat Adattárában és a KvVM Barlang- és Földtani Osztályon.) (Néhány oldallal és fényképpel bővebb, mint az 1987-es nyomtatott változat. A kéziratot csak barlangonként szétdarabolva láttam.)
- Eszterhás István: A Bakony nemkarsztos barlangjainak genotipusai és kataszteri jegyzéke. Kézirat. Budapest, 1986. Szerződéses munka az Országos Környezet- és Természetvédelmi Hivatalnak.

## Külső hivatkozások
- Eszterhás István – Szentes György szerk.: Magyarország nemkarsztos barlangjainak katasztere. A List of Non-karstic Caves of Hungary.
- Országos Barlangnyilvántartás